# Siegfried Bernfeld

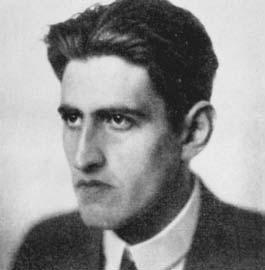
Siegfried Bernfeld (um 1920)

Siegfried Bernfeld (geboren als Selig Bernfeld am 7. Mai 1892 in Lemberg, Österreich-Ungarn; gestorben am 2. April 1953 in San Francisco) war ein österreichischer Pädagoge. Er war ein von der Jugendbewegung beeinflusster Reformpädagoge, Psychoanalytiker und Mitbegründer der modernen Jugendforschung.

## Leben
Siegfried Bernfeld wurde in Lemberg als erstes von drei Kindern des jüdischen Tuchgroßhändlers Isidor Bernfeld und dessen Frau Hermine Schwarzwald-Bernfeld geboren. Er wuchs in Wien auf, wo er 1911 das Gymnasium beendete und bis 1915 an der Universität Wien Biologie, Zoologie, Geologie, Pädagogik, Psychologie, Philosophie und Soziologie studierte (bis auf ein Semester 1914, in dem er die Universität Freiburg besuchte). Zusammen mit Walter Benjamin, Georg Gretor (Pseudonym Georges Barbizon), Otto Gründler, Erich Krems, den Brüdern Hans und Peter Kollwitz sowie Gustav Wyneken arbeitete er an der legendären und politisch verfolgten Jugendzeitschrift Der Anfang mit. Diese wurde in Bayern an allen Schulen verboten. Er engagierte sich in der liberalen jüdischen Wiener Jugendbewegung und war in sozialistischen Organisationen aktiv, stark beeinflusst von den reformpädagogischen Ideen Wynekens. Nach Abschluss seines Studiums wurde er nach erfolgreicher Verteidigung seiner Arbeit Über den Begriff der Jugend promoviert.
1917–1921 war er leitend im Zionistischen Zentralrat für West-Österreich tätig. 1919 leitete er ein pädagogisches Projekt, das sich um jüdische Jugendliche kümmerte, die durch den Ersten Weltkrieg entwurzelt waren. 1921 war Bernfeld in Heidelberg für einige Monate Mitarbeiter von Martin Bubers Zeitschrift Der Jude. Nach seiner Rückkehr nach Wien schloss er sich enger der psychoanalytischen Bewegung Sigmund Freuds an. Ab 1922 entwickelte er für das Lehrinstitut der Wiener Psychoanalytischen Vereinigung Kurse, in denen Erziehungsfragen psychoanalytisch untersucht wurden.

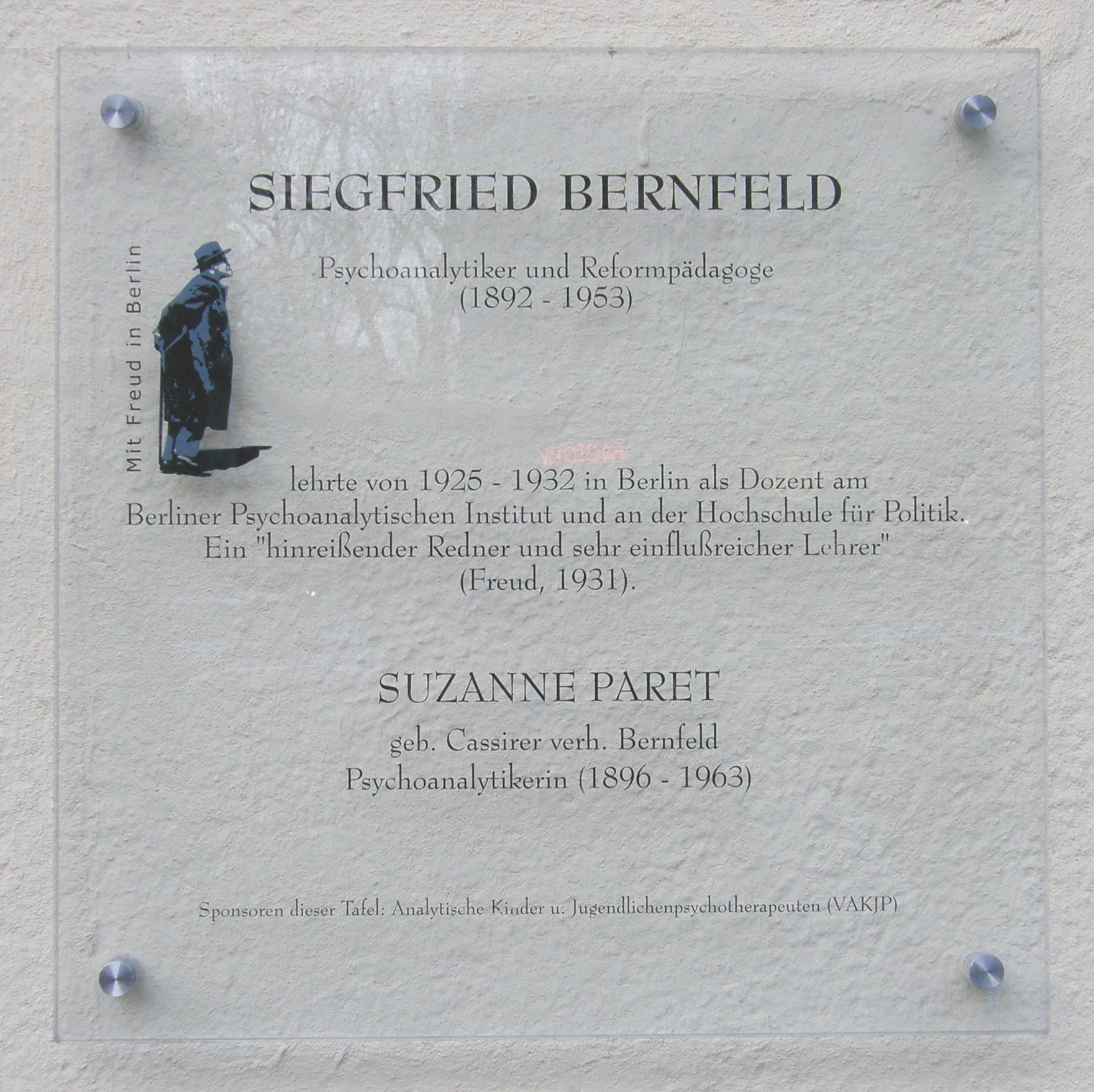
Gedenktafel in Berlin, Pariser Straße 18a, aus der Reihe Mit Freud in Berlin

1925–1932 arbeitete er in der Psychoanalytischen Vereinigung in Berlin mit Kurt Lewin zusammen. Außerdem lehrte er an der Deutschen Hochschule für Politik über Jugendfürsorge und engagierte sich im Bund Entschiedener Schulreformer. Auf theoretischem Gebiet war er einer der ersten Freudomarxisten. 1929 scheiterte eine von linksgerichteten Kräften, darunter Hans Löhr, unterstützte Berufung Bernfelds an die Technische Hochschule Braunschweig, da nach dem 1. Oktober 1930 im Landtag des Freistaats Braunschweig eine Koalitionsregierung aus DNVP und NSDAP gebildet wurde.
1934 emigrierte Bernfeld mit seiner Familie über Wien und Frankreich in die USA, wo er sich in San Francisco niederließ. Dort war er am Aufbau der Psychoanalytischen Vereinigung beteiligt und arbeitete gemeinsam mit der Psychoanalytikerin Suzanne Cassirer-Bernfeld, seiner dritten Ehefrau, an biographischen Detailstudien über Freud.
Siegfried Bernfeld war verheiratet bis 1926 mit der Marxistin Anne Salomon, anschließend mit der Schauspielerin Elisabeth Neumann und bis zu seinem Tode mit Suzanne Cassirer. Seine Tochter aus erster Ehe war die Biochemikerin und Ernährungswissenschaftlerin Rosemarie Ostwald (1915–1984).

## Leistungen
Bernfeld gehörte zur ersten Generation der Psychoanalytiker. Er ist ein Mitbegründer der modernen Jugendforschung und der Psychoanalytischen Pädagogik. Grundlage seiner theoretischen und praktischen Arbeit ist der Zusammenhang zwischen Psychoanalyse und Sozialismus in kollektiver Selbstregulierung. Dabei stellt er Überlegungen über die Zuwendung des Pädagogen und die Grenzen der Pädagogik an.
Bernfelds Sisyphos von 1925 gilt in der Erziehungswissenschaft seit seinem Erscheinen bis heute als tiefer Einschnitt in deren Theoriegeschichte. Bernfeld kritisiert darin die (bis in die 1960er Jahre hinein) dominante Geisteswissenschaftliche Pädagogik, namentlich als führenden Vertreter derselben Eduard Spranger. Bernfeld formulierte die schon lange allgemein anerkannte Einsicht, dass der Erfolg von Bildung und Erziehung eben nicht allein von der Erziehbarkeit der Kinder abhängt, sondern ganz maßgeblich von den materiellen Voraussetzungen sowie der historischen Verfassung des Bildungswesens. Mit anderen Worten könnte man diese Position als antikapitalistische Kritik an der Reformpädagogik bezeichnen. Während die Streitschrift in etlichen Zeitschriften rezensiert wurde, wurde sie beispielsweise in der führenden Zeitschrift der Kritisierten Die Erziehung einfach ignoriert. Auch nach dem Zweiten Weltkrieg wurde das Werk in der Bundesrepublik Deutschland in einigen wichtigen Werken nie explizit erwähnt. Vom Außenseiter zum Klassiker schaffte es Bernfeld durch kritische Erziehungswissenschaftler und die Antiautoritäre Erziehung nach 1968. Wichtig dafür waren nicht zuletzt die Zeitschrift Das Argument sowie Bücher von Klaus Mollenhauer und Hans-Jochen Gamm.
Bernfeld wurde auch für die Kibbuzerziehung bedeutsam, indem er sich 1914 entschloss, sich die Organisation der Kriegswaisenpflege zur Aufgabe zu machen. Er empfand es als seine Pflicht, der Waisenschaft eine sinnvolle und bedeutsame Eingliederung in den Prozess der jüdischen Erneuerung zu ermöglichen, es ging ihm aber auch um das jüdische Erziehungswesen überhaupt. Bernfeld wollte das jüdische Erziehungswesen davor bewahren, einfach nur an das Übrige in Europa angepasst zu werden. Somit beschloss er die Schaffung einer jüdischen Schulsiedlung zur Erziehung der Waisen, gelegen auf einer großen Landwirtschaft, um gewerbliche, landwirtschaftliche und industrielle Lehrstätten zu ermöglichen. Außerdem sollte das Areal Wohn- und Verpflegungsgrundlage für einige tausend Kinder, Jugendliche und – da die Lehrer mit den Kindern zusammenleben sollten – auch für Erwachsene bieten. Finanziell unterstützte ihn dabei das American Joint Committee, Vienna Branch. Tragende Unterstützung hätte sich Bernfeld auch von den Zionisten und den Jüdisch-Nationalen erwartet, die maßgebenden zionistischen Personen blieben jedoch untätig.
Das Kinderheim Baumgarten wurde schließlich im August 1919 als erste jüdische Schulgemeinde nach Unterrichtsgrundsätzen Maria Montessoris, Berthold Ottos und Gustav Wynekens gegründet und stand bis 1920 unter der pädagogischen Leitung Bernfelds. Es war der erste Versuch, der mit einer solch beträchtlichen Anzahl von fast 300 Kindern (jedoch immer noch weniger, als Bernfeld sich in seinen Vorüberlegungen gewünscht hätte) im Alter von 3 bis 16 Jahren im Rahmen des Internat- und Schulbetriebes unternommen wurde. Jedoch konnte aufgrund der Größe und Lage der Baracken nur ein gutes jüdisches Kinderheim geschaffen werden, das aber die Vorbereitung zur eigentlichen Schulsiedlung darstellen sollte. Die Kinder, die anschließend das Heim bezogen, kamen aus unterschiedlichen anderen Heimen bzw. Flüchtlingslagern – ihre Verwahrlosung war ebenfalls jeweils eine andere. Nach einem halben Jahr war jedoch jede Spur von Verwahrlosung weggewischt (bis auf wenige). Es hatte zu viele Konflikte zwischen den Pädagogen und der Verwaltung gegeben, die zuständig war für den Erhalt des Kinderheims. Es kam zu zahllosen Störungen der pädagogischen Entwicklung, was 1920 schließlich zu einer solidarischen Kündigung aller Pädagogen führte.
Bernfeld war drei Jahrzehnte lang als Lehranalytiker an psychoanalytischen Ausbildungsinstituten tätig. Aufgrund seiner Erfahrungen übte er 1952 in seinem letzten Vortrag eine eindringliche Kritik an der formalisierten Ausbildung, wie sie durch das Berliner Psychoanalytische Institut in den 1920er Jahren etabliert worden war.

## Schriften (Auswahl)
- Die neue Jugend und die Frauen. Kamoenenverlag, Wien/Leipzig 1914.
- Das jüdische Volk und seine Jugend. Löwit, Berlin/Wien/Leipzig 1919.
- Kinderheim Baumgarten. Bericht über einen ernsthaften Versuch mit neuer Erziehung. Jüdischer Verlag, Berlin 1921. (Online in der Freimann-Sammlung der Universitätsbibliothek Frankfurt)
- (Hrsg.) Vom Gemeinschaftsleben der Jugend. Beiträge zur Jugendforschung. Internationaler Psychoanalytischer Verlag, Wien 1922.
- Psychologie des Säuglings. J. Springer, Wien 1925.
- Sisyphos oder die Grenzen der Erziehung. Internationaler Psychoanalytischer Verlag, Wien 1925; Neudruck: Suhrkamp, Frankfurt/M. 1967, 10. Aufl. 2006, ISBN 3-518-27637-9. Online. Abgerufen am 8. Mai 2023.
- Die Formen der Disziplin in Erziehungsanstalten. In: Zeitschrift für Kinderforschung. Band 33, Nr. 5, 1928 (eingeschränkte Vorschau in der Google-Buchsuche).
- mit Suzanne Cassirer Bernfeld: Bausteine der Freud-Biographik. Suhrkamp, Frankfurt/M. 1988, ISBN 3-518-28327-8.

### Werkausgaben
- Antiautoritäre Erziehung und Psychoanalyse. Ausgewählte Schriften. März-Verlag, Darmstadt 1969.
- Sämtliche Werke: in 16 Bänden. Hrsg. von Ulrich Herrmann – erschienen sind: 1. Theorie des Jugendalters. Schriften 1914–1938. 1992; 2. Jugendbewegung und Jugendforschung. Schriften 1909–1930. 1994; und 11. Sozialpädagogik : Schriften 1921–1933. 1996, alle: Beltz, Weinheim [u. a.].
- Werkausgabe. (12 Bände, hrsg. von Ulrich Herrmann) 1. Theorie des Jugendalters. Schriften 1914–1938. 2010; 2.: Jugendbewegung und Jugendforschung. Schriften 1909–1930. 2011; 3. Zionismus und Jugendkaltur. Schriften 1916–1922. Hrsg. mit Werner Fölling und Maria Fölling-Albers. 2011; 4. Sozialpädagogik. 1921–1933. Hrsg. mit Daniel Barth; 5. Theorie und Praxis der Erziehung/Pädagogik und Psychoanalyse. Schriften  1925–1952. Hrsg. mit Wilfried Datler und Rolf Göppel. 2013; 6. Vom dichterischen Schaffen der Jugend. Schriften 1915–1924. 2014; 7. Trieb und Tradition im Jugendalter. 1931. 2015; 8. Sozialistische Pädagogjik und Schulkritik. Schriften 1926–1930. 2016; 9. Psychologie des Säuglings und der frühen Kindheit. Schriften 1925–1933. Hrsg. mit Wilfried Datler und Rolf Göppel. 2017; 10. Psychoanalyse – Psychologie – Sozialpsychologie. Schriften 1913–1941. Hrsg. mit Gerhard Benetka. 2020; 11. Psychoanalytische Studien zur Psychophysiologie. 2022; 12. Studien zu Leben und Werk von Sigmund Freud. Schriften 1944–1953. Hrsg. von Christfried Tögel. 2018. Alle Bände mit Erläuterungen und Nachwort: Psychosozial Verlag, Gießen.

### Aufsätze und Referate (Auswahl)
- Sozialismus und Psychoanalyse. In: Der sozialistische Arzt. Vierteljahreszeitschrift des »Vereins sozialistischer Ärzte«. 2. Jg. (1926), Heft 2–3 (November), S. 15–22 (Textarchiv – Internet Archive).
- Zur Frage: Psychoanalyse und Marxismus. In: Der Klassenkampf. Marxistische Blätter (Berlin). 2. Jg. 1928, Heft 3, S. 93 f.
- Der Entropiesatz und der Todestrieb (zusammen mit Sergei Feitelberg). In: Imago. 16. Jg. 1930, Heft 2, S. 187–216.
- »Kassenärztliche Psychotherapie«. In: Der sozialistische Arzt. 6. Jg. 1930, Heft 2 (Mai), S. 54–59 (Textarchiv – Internet Archive).
- Die Gestalttheorie. In: Imago, 20. Jg. (1934), S. 32–77.
- Über die psychoanalytische Ausbildung (1952) (Aus dem Archiv der Psychoanalyse). In: Psyche, 38. Jg. 1984, S. 437–459.
- Sozialismus und Psychoanalyse. In: Der Kampf. Sozialdemokratische Monatsschrift (Wien). 19. Jg. 1962, Heft 9, S. 385–389.